# Jann Eduard Pauls
Jann Eduard Pauls (* 21. Februar 1890 in Tetenbüll; † 29. November 1976) war ein deutscher Politiker.
Pauls war von Beruf Landwirt. Er gehörte ab dem 26. Februar 1946 dem ersten ernannten Landtag von Schleswig-Holstein als fraktionsloser Abgeordneter an. Nach der zweiten Sitzung am 13. März 1946 wurde er von der britischen Militärregierung durch Paul Dölz (SPD) ersetzt, da diese eine feindliche Einstellung gegenüber Flüchtlingen bei ihm ausmachte.